# La Femme vêtue de noir
Série
Le Mannequin en rouge
(1958)
Pour plus de détails, voir Fiche technique et Distribution.
La Femme vêtue de noir (Damen i svart) est un film suédois, réalisé par Arne Mattsson, sorti en 1958. 
Ce film est le premier épisode d'une série de cinq films policiers mettant en scène le couple d'enquêteurs Hillman, avec chacun une couleur dans le titre : Le Mannequin en rouge, Le Cavalier bleu (sv), Vita frun (sv) (litt. « La Femme blanche ») et Den gula bilen (sv) (litt. « La Voiture jaune »).

## Synopsis
Un détective privé et sa femme, John et Kajsa Hillman, partent en vacances voir Inger, une amie de Kajsa. Inger a épousé le propriétaire d'une entreprise, Christian von Schilden. Au téléphone, Kajsa apprend par Inger que la secrétaire de son mari, Ann-Marie Hansson, a mystérieusement disparu. Lorsqu'ils arrivent, Christian est victime d'un accident de cheval provoqué par la courroie cisaillée de sa selle. 
Alors qu'Ann-Marie demeure introuvable, une femme en noir rôde autour de Christian. Plusieurs suspects apparaissent aux yeux de John et Kajsa : Cecilia, la sœur de Christian, Björn, l'intendant de l'entreprise, Aina, une voisine sculptrice, ou encore David Frohm, le gérant de la scierie…

## Fiche technique
- Titre original : Damen i svart
- Titre français : La Femme vêtue de noir
- Réalisation : Arne Mattsson
- Scénario : Folke Mellvig et Lars Widding
- Musique : Torbjörn Lundquist
- Photographie : Sven Nykvist
- Montage : Lennart Wallén
- Décors :
- Son :
- Production :
- Société de production : Sandrews
- Pays d'origine :  Suède
- Durée : 113 minutes
- Format : noir et blanc - 1,37:1 35 mm - son mono (AGA Baltic)
- Date de sortie : 
  - Suède : 1er février 1958

## Distribution
- Karl-Arne Holmsten : John Hillman, un détective privé
- Annalisa Ericson : Kajsa Hillman, la femme de John
- Nils Hallberg : Freddy Sjöström, l'assistant de Hillman
- Anita Björk : Inger von Schilden
- Sven Lindberg : Christian von Schilden, le mari d'Inger
- Isa Quensel : Cecilia von Schilden, la sœur de Christian
- Lena Granhagen : Sonja Svensson, un mannequin
- Sif Ruud : Aina Engström, une sculptrice
- Lennart Lindberg : Björn Sandgren
- Torsten Winge : Hansson
- Åke Lindman : David Frohm